# Find Your Way
「Find Your Way」（ファインド・ユア・ウェイ）は、MiChiの9枚目のシングル。

## 解説
- 表題曲「Find Your Way」は、MiChi曰く「たとえ辛い時期があったとしても、真っすぐ前をみて歩み続けてたら、諦めないで、自分の可能性を信じてあげて」とのこと[1]。PVは、屏風ヶ浦で撮影が行われた[2]。
- 「Just The Way You Are」はブルーノ・マーズの同名曲をカバー。

## 収録曲
（全編曲：T.O.M MadNesS）
1. Find Your Way
  - 作詞：MiChi、SHIKATA／作曲：Fredrik "Fredro" Odesjo、Negin Djafari、Lucius Page
2. Perfect World
  - 作詞：MiChi／作曲：Tomokazu Matsuzawa
3. Just The Way You Are
  - 作詞・作曲：Peter Hernandez、Philip Lawrence、Ari Levine、Khalil Walton、Khari Cain
  - 東宝配給映画『ガール』挿入歌
4. Find Your Way（Instrumental）